# Ользи (Франция)
Ользи́ (фр. Ollezy) — коммуна во Франции, находится в регионе Пикардия. Департамент коммуны — Эна. Входит в состав кантона Рибмон. Округ коммуны — Сен-Кантен.
Код INSEE коммуны — 02570.

## Население
Население коммуны на 2010 год составляло 166 человек.
| 1962 | 1968 | 1975 | 1982 | 1990 | 1999 | 2010 |
| ---- | ---- | ---- | ---- | ---- | ---- | ---- |
| 169  | 162  | 161  | 163  | 151  | 158  | 166  |

## Экономика
В 2010 году среди 101 человека трудоспособного возраста (15—64 лет) 69 были экономически активными, 32 — неактивными (показатель активности — 68,3 %, в 1999 году было 64,9 %). Из 69 активных жителей работали 65 человек (39 мужчин и 26 женщин), безработных было 4 (2 мужчин и 2 женщины). Среди 32 неактивных 9 человек были учениками или студентами, 9 — пенсионерами, 14 были неактивными по другим причинам.